# Basaltsteinbruch Breitenborn
Der Basaltbruch Breitenborn in der Gemarkung der bis 1972 selbstständigen Gemeinde Breitenborn A. W., seit 1972 des Gründauer Ortsteils Breitenborn im Gebiet des Vogelkopfs war der größte Basaltbruch in Deutschland. Der Bruch liegt im Büdinger Wald am südlichen Rande des Vogelsbergs. Dieser ist mit rund 2 500 km² die größte zusammenhängende Basaltmasse des europäischen Festlands.

## Geologie
Die Hessische Senke, die im Osten vom Vogelsberg begrenzt wird, ist ein besonders unruhiges Gebiet im Hinblick auf die Bildung der Erdrinde. Im Miozän, also zwischen 15,6 bis 14,5 Millionen Jahren (Kalium-Argon-Datierung), sind hier am Vogelkopf gewaltige basaltische Magmen als Lavamassen an die Erdoberfläche gedrungen, das Erstarrungsprodukt ist der Basalt; eigentlich handelt es sich um einen Alkali-Olivinbasalte bis Basanit. Die zahlreichen „Olivin-Knollen“ (eigentlich ultrabasische Gesteine wie Dunit oder Wehrlit) sind Gesteine des Oberen Erdmantels, was darauf hindeutet, dass die Magmen aus über 100 km Teufe gefördert wurden. Die säulige Absonderung des erstarrten Gesteins ist eine Folge der Abkühlung. Dazwischen liegen Verwitterungshorizonte, gebleichte Sande, Tonsteine, Braunkohlenlagen und Basalteisensteine, die in einem Warmklimat gebildet wurden. Die rundlichen Verwitterungsformen kann man als „Wollsackverwitterung“ deuten. Final kann man in den teils viele Meter mächtigen Deckschichten die kaltzeitlichen Spuren der letzten Eiszeit erkennen.

## Basaltwerk

### Gründung und Ausbau bis 1918
Ein Förster soll den Basalt am Vogelkopf beim Anlegen eines Waldweges „entdeckt“ haben. Der Eigentümer, der Fürst zu Ysenburg und Büdingen in Wächtersbach (ein Standesherr und Waldeigentümer im vormaligen Kurhessen und nach dessen Annexion 1866 in Preußen) verpachtete das Gelände an einen bereits bestehenden Basaltbetrieb des Breitenborner Unternehmers Konrad Ewig, der bereits südlich des Tales, in dem das Dorf liegt, in der Gemarkung Gettenbach auf der Höhe des Eichelkopf einen kleinen Basaltsteinbruch, betrieb. Der Plattenbasalt des Vogelkopfs nördlich des Tales schien jedoch für die Herstellung von Pflastersteinen wesentlich besser geeignet, dort waren Basaltsteine von 15 bis 20 Meter zu finden; der Steinbruch auf dem Eichelkopf, aus dem der Basaltschotter und die Pflastersteine etlicher Chausseen in südwestlichen ehemaligen Kreis Gelnhausen stammen, wurde stillgelegt. Allerdings scheint der Abtransport der Steine aus dem neuen Bruch ein wesentlicher Kostenfaktor gewesen zu sein (12 km mit Pferdefuhrwerken bis zur nächsten Bahnstation Mittel-Gründau westlich des Dorfes). Das Unternehmen misslang und das Konkursverfahren wurde durchgeführt.
Nach Abschluss des Konkurses übernahm 1895 der Unternehmer Friedrich Rouselle (aus einer Hanauer Hugenottenfamilie stammend) den Bruch. Er hatte in Klein-Steinheim, Dietesheim und Mühlheim südlich des Mains im Kreis Offenbach bereits Basaltbrüche betrieben und ging bald daran den unwirtschaftlichen Transport mit Pferdefuhrwerken an die eingleisige Bahnstrecke Gießen–Gelnhausen (Lahn-Kinzig-Bahn) durch den Bau einer Drahtseilbahn über die Höhen und Täler des südöstlichen Büdinger Waldes nach Wächtersbach an die zweigleisige Frankfurt-Bebraer Eisenbahn zu ersetzen. Die sieben Kilometer lange Drahtseilbahn wurde 1906 in Betrieb genommen.
Arbeitskräfte gab es genug, Breitenborn oder Wächtersbach hatten so gut wie keine Industrie. Die Basaltbearbeitung war sehr primitiv, zunächst wurde der Stein „von Hand“ aus der Steinwand herausgehauen und zu den Steinrichtern und Steinklopfern transportiert. Die Steinrichter waren Spezialkräfte, die aus der Rhön oder Thüringen kamen, die Steinhauer und -klopfer meist Einheimische. Die Steinklopfer verarbeiteten die Abfälle von den Pflastersteinen in Handarbeit zu Schotter (je Schicht ca. 1½ m³ Schotter).
Rouselles Bruder Wilhelm hatte nicht nur die väterlichen Brüche, sondern auch noch die Brüche in Kerbersdorf und Steinau im Kreis Schlüchtern übernommen. Er konkurrierte anfangs mit der Bayerischen Hartstein-Industrie in Würzburg, schloss sich aber Anfang 1907 mit seinem Konkurrenten unter dem neuen Namen Mitteldeutsche Hartsteinindustrie AG (MHI) zusammen. Friedrich hatte sich beim Ausbau des Werkes in Breitenborn und Wächtersbach übernommen. 1910 legte ein Streik den Betrieb lahm und die meisten Steinrichter wanderten nach Nordhessen, in die Rhön und den Westerwald ab. Die neue MHI in Steinau kaufte den Breitenborner Betrieb. Ab 1. Juli 1911 gehörte der Breitenborner Bruch zur neuen Firma. 1913 verlegte das Unternehmen seinen Sitz nach Frankfurt am Main.
Der Erste Weltkrieg brachte einschneidende Veränderungen. Die Steinrichter wurden eingezogen. Bereits 1915 waren nur noch 25 % der Beschäftigten aus der Vorkriegszeit vorhanden. Während der Jahre 1916/17 kam es zu Geschäftsverbindungen in die vom Deutschen Reich besetzten Gebiete Belgiens und Frankreichs. Hierdurch kam es auch nach dem Krieg zu weiteren Geschäftsverbindungen, u. a. zu großen Exportaufträgen nach den Niederlanden (beachtliche Mengen Basalt für die Trockenlegung der Zuidersee). Später kam es sogar zu der Kapitalbeteiligung eines niederländischen Unternehmens.

### Inflation, finanzielle Erholung und Zweiter Weltkrieg
Ab 1922 kam es im Werk Breitenborn zu vielen baulichen Veränderungen: es wurde eine neue Steinrichterhalle gebaut, der Dampfbetrieb aufgegeben und auf Elektrizität umgestellt. 1923 wurden neue Vorbrecher, Nachbrecher und Sortiertrommeln aufgestellt. Während der Inflation ging das Werk zu eigenem Notgeld über. Nach der Inflation hatte das Werk aus dem Geschäft mit Holland einen Barbestand von 300 000 Gulden.
1925 baute man in Wächtersbach eine stationäre Teermischanlage, weil sich nach Versuchen in England und der Schweiz statt der wassergebundenen Decke die sogenannten Schwarzdecken (Schotter und Kies-Teer-Gemisch) im Straßenbau aller entwickelten Länder durchsetzten. Der Inlandsabsatz ging stark zurück, das Barvermögen des Unternehmens betrug Ende 1931 nur noch den kleinen Betrag von 264 Reichsmark (das entsprach dem Wochenlohn für drei Steinrichter). Die Gesellschaft berief daraufhin Heinrich Hagemeier in den Aufsichtsrat und beauftragte ihn mit der wirtschaftlichen Reorganisation des Unternehmens, was 1933 zu ersten Erfolgen führte. Trotz der Exportminderung durch den Boykott deutscher Waren kam es zu beachtlichen Gewinn. Ab 1935 kam es zu größeren Absatz durch Autobahnbauaufträge. Da auch das Pflastergeschäft weiter anstieg, konnte die Belegschaft wieder ganzjährig beschäftigt werden. 1939 erwarb Hagemeier die Aktien der Familie Rouselle, die aus dem Unternehmen ausschied. Im Jahr 1938 hatte das Werk seinen größten Absatz erreicht. Die beabsichtigte Vollmechanisierung scheiterte wegen kriegswirtschaftlicher Kontingentierung. Durch die Einberufung vieler Betriebsangehörigen verringerte sich der Absatz bis 1941 um über die Hälfte. In den letzten Kriegswochen kam der Betrieb gänzlich zum Erliegen.

### Kriegsgefangenenlager: Arbeitskommando 187 des Stalag IX B
In dem Steinbruch wurde ab Dezember 1943 ein Disziplinar- und Arrestkommando für Kriegsgefangene eingerichtet. Dieses war dem Mannschaftsstamm- und Straflager (Stalag IX B) in Bad Orb-Wegscheide unterstellt. Von dort wurden die Gefangenen zu ihren Arbeitseinsätzen kommandiert (ein weiteres Arbeitskommando mit Unterkunfts- und Wachbaracke befand sich im Nachbarort Gettenbach). In Breitenborn sollen jedoch auch Gefangene aus anderen deutschen Stalags ihre Disziplinarstrafen (z. B. wegen Fluchtversuchen, Streitereien, Dienstverweigerung) verbüßt haben. Am 26. August 1944 besuchte eine Kommission des Internationalen Komitees vom Roten Kreuz (IKRK oder franz. CICR) das Lager in Breitenborn und berichtete: Die Baracken für insgesamt 45 Mann seien mit zehn Gefangenen belegt, die einen Arrest zwischen drei und 21 Tagen ableisteten. Die Arrestanten durften keine Pakete von Verwandten empfangen, weshalb der Botschafter Scapini in einem Schreiben an die Rechtsabteilung des Auswärtigen Amtes eine Begründung für diesen Verstoß gegen die Art. 32, 54, 56, 57 des Kriegsgefangenen-Abkommens erbat.

### Nachkriegswirtschaft und Aufschwung in den 1950er und 1960er Jahren
Im Mai 1945 wurde unter Konrad Krolikowski die Produktion in Breitenborn und Wächtersbach wieder aufgenommen. Der Umsatz war bescheiden, bis zur Währungsreform ging es langsam voran. Erst nach der Einführung der DM wuchs das Unternehmen wieder. Die Voll-Automatisierung begann in Breitenborn mit dem Baggerbetrieb, die Mitte der 1960er Jahre abgeschlossen war. Mit Hilfe von Sprengstoff wurden 800 bis 1200 Tonnen Gesteinsmaterial aus der Wand gebrochen. Transportbänder führten das abgesprengte Material der Brecherei zu. In einem Arbeitsgang konnte der Backenbrecher bis zu 30 Tonnen Gestein brechen.
Nach dem Zerkleinern der Steine wurde der Edelsplitt mit Teer gemischt, um das für den Straßenbau fertige Mischgut herzustellen. Die Pflastersteine wurden noch bis Mitte der 1960er Jahre von Hand gehauen. Die Steinrichter aus Breitenborn übten ihren Beruf meist schon über mehrere Generationen aus. Zu dieser Zeit wurde im Werk Wächtersbach auch Basaltwolle oder Basaltfasern hergestellt. Dabei wird Basalt unter großer Hitze verflüssigt (ca. 1400 Grad) und durch Düsen gedrückt. Das abgekühlte Material wurde als Dämmstoff (Kälte-, Wärme- und Schalldämmung) verwandt, in Faser-Kunststoff-Verbunden wird es meist als Hitzeschutzmaterial eingesetzt.

### Seit den 1970er Jahren
Mitte der 1970er Jahre dezentralisierte sich die Betreibergesellschaft MHI in regionale Niederlassungen, erwarb eine qualifizierte Mehrheit an der Strassing Bau GmbH in Bad Orb (Straßenbau) und erweiterte das Unternehmen um die Bereiche Recycling und Deponie. Zu Beginn der 1980er Jahre wurden die regionalen Niederlassungen in eigenständige Tochtergesellschaften umgewandelt. Die MHI wurde Holding, im Basaltbruch in Breitenborn war ab 2000 auch die neu gegründeten VHI (Vogelsberger Hartstein-Industrie) tätig. 2003 wurde eine Transportbetonanlage in Breitenborn errichtet. Die MHI betreibt nach wie vor in Breitenborn die Asphaltproduktion und die VHI die Geschäftsfelder Naturstein, Recycling, Deponie. Der Basaltabbau ist dagegen eher in den Hintergrund getreten.
Im Westen des Geländes befindet sich das Naturschutzgebiet Westbruch von Breitenborn. Hier wurde der Abbau Anfang der 1970er Jahre eingestellt und das Gebiet nicht verfüllt, so dass eine abwechslungsreiche Morphologie aus Felswänden, Abbruchhalden, Stillgewässern, Gehölzsukzessionsflächen und Trockenstandorten erhalten blieb.

## Trivia
Am Ortseingang von Breitenborn steht an der Straße eine Basaltlore der ehemaligen Seilbahn zur Erinnerung an den Transportweg.